# Kokshetau
Kokshetau (tiếng Kazakh: Көкшетау, Kökshetau; cũng gọi là Kokchetav) là thành phố, trung tâm hành chính của tỉnh Akmola ở miền bắc Kazakhstan. Thành phố này có dân số theo điều tra dân số năm 2007 là 125.225 người. Tên thành phố được lập năm 1824 có nghĩa "núi hình bầu trời". 
Astana, thủ đô mới Kazakhstan, nằm cách thành phố này 300 km về phía đông nam.
Thành phố này có các ngành kin tế như: công nghiệp nhẹ, chế biến thức phẩm. Ngoài ra có các mỏ vàng đang được khai thác ở phía bắc thành phố.
Kokshetau là điểm cuối của tuyến đường dây tải điện cao áp lớn hơn 1000 kV, đó là đường dây Ekibastuz-Kokshetau.

## Địa lý

### Khí hậu
Kokshetau có khí hậu bán khô hạn lạnh (phân loại khí hậu Köppen BSk) với ảnh hưởng lục địa rõ rệt. Thành phố có mùa đông dài và lạnh trong khi mùa hè ấm và nhiều nắng.
| Dữ liệu khí hậu của Kokshetau                    | Dữ liệu khí hậu của Kokshetau | Dữ liệu khí hậu của Kokshetau | Dữ liệu khí hậu của Kokshetau | Dữ liệu khí hậu của Kokshetau | Dữ liệu khí hậu của Kokshetau | Dữ liệu khí hậu của Kokshetau | Dữ liệu khí hậu của Kokshetau | Dữ liệu khí hậu của Kokshetau | Dữ liệu khí hậu của Kokshetau | Dữ liệu khí hậu của Kokshetau | Dữ liệu khí hậu của Kokshetau | Dữ liệu khí hậu của Kokshetau | Dữ liệu khí hậu của Kokshetau |
| Tháng                                            | 1                             | 2                             | 3                             | 4                             | 5                             | 6                             | 7                             | 8                             | 9                             | 10                            | 11                            | 12                            | Năm                           |
| ------------------------------------------------ | ----------------------------- | ----------------------------- | ----------------------------- | ----------------------------- | ----------------------------- | ----------------------------- | ----------------------------- | ----------------------------- | ----------------------------- | ----------------------------- | ----------------------------- | ----------------------------- | ----------------------------- |
| Cao kỉ lục °C (°F)                               | 4.0 (39.2)                    | 6.6 (43.9)                    | 18.7 (65.7)                   | 30.3 (86.5)                   | 35.5 (95.9)                   | 40.1 (104.2)                  | 39.2 (102.6)                  | 37.7 (99.9)                   | 35.0 (95.0)                   | 25.0 (77.0)                   | 16.5 (61.7)                   | 6.0 (42.8)                    | 40.1 (104.2)                  |
| Trung bình ngày tối đa °C (°F)                   | −10.3 (13.5)                  | −8.8 (16.2)                   | −1.2 (29.8)                   | 10.5 (50.9)                   | 19.6 (67.3)                   | 24.3 (75.7)                   | 25.2 (77.4)                   | 23.6 (74.5)                   | 17.3 (63.1)                   | 9.1 (48.4)                    | −2.2 (28.0)                   | −8.1 (17.4)                   | 8.3 (46.9)                    |
| Trung bình ngày °C (°F)                          | −14.3 (6.3)                   | −13.2 (8.2)                   | −5.7 (21.7)                   | 5.1 (41.2)                    | 13.5 (56.3)                   | 18.6 (65.5)                   | 19.6 (67.3)                   | 17.8 (64.0)                   | 11.8 (53.2)                   | 4.7 (40.5)                    | −5.6 (21.9)                   | −11.7 (10.9)                  | 3.4 (38.1)                    |
| Tối thiểu trung bình ngày °C (°F)                | −18.8 (−1.8)                  | −18.0 (−0.4)                  | −10.5 (13.1)                  | −0.2 (31.6)                   | 6.9 (44.4)                    | 12.1 (53.8)                   | 13.8 (56.8)                   | 12.0 (53.6)                   | 6.4 (43.5)                    | 0.6 (33.1)                    | −9.2 (15.4)                   | −15.7 (3.7)                   | −1.7 (28.9)                   |
| Thấp kỉ lục °C (°F)                              | −42.2 (−44.0)                 | −42.0 (−43.6)                 | −45.0 (−49.0)                 | −26.1 (−15.0)                 | −8.9 (16.0)                   | −5.7 (21.7)                   | 2.0 (35.6)                    | −2.2 (28.0)                   | −10.5 (13.1)                  | −26.0 (−14.8)                 | −42.6 (−44.7)                 | −44.0 (−47.2)                 | −45.0 (−49.0)                 |
| Lượng Giáng thủy trung bình mm (inches)          | 13 (0.5)                      | 11 (0.4)                      | 13 (0.5)                      | 20 (0.8)                      | 27 (1.1)                      | 42 (1.7)                      | 69 (2.7)                      | 43 (1.7)                      | 23 (0.9)                      | 22 (0.9)                      | 19 (0.7)                      | 15 (0.6)                      | 317 (12.5)                    |
| Số ngày giáng thủy trung bình (≥ 0.1 mm)         | 3.7                           | 3.4                           | 3.0                           | 4.2                           | 6.5                           | 6.5                           | 8.5                           | 7.3                           | 5.5                           | 6.2                           | 4.3                           | 3.3                           | 62.4                          |
| Số giờ nắng trung bình tháng                     | 89                            | 127                           | 196                           | 227                           | 277                           | 306                           | 313                           | 250                           | 190                           | 118                           | 88                            | 75                            | 2.256                         |
| Nguồn 1: Pogoda.ru.net                           |                               |                               |                               |                               |                               |                               |                               |                               |                               |                               |                               |                               |                               |
| Nguồn 2: NOAA (đo nắng và số ngày mưa 1961–1990) |                               |                               |                               |                               |                               |                               |                               |                               |                               |                               |                               |                               |                               |

## Giao thông
Kokshetau có sân bay kết nối với Almaty và Petropavl. Thành phố này được kết nối bằng đường ray với miền nam Kazakhstan và Nga.

## Thành phố kết nghĩa
Kokshetau kết nghĩa với:
- Waukesha, Hoa Kỳ (từ năm 1989)